# 勝浦将元
勝浦 将元（かつうら まさもと、1937年9月13日 - ）は、大阪府出身の元プロ野球選手（内野手）。

## 来歴・人物
浪華商業高等学校では、1955年春夏の甲子園に三塁手・三番打者として出場。春の選抜では、谷本隆路・広島尚保両投手の好投もあって勝ち進む。1回戦では谷本・広島の継投で立教高を相手にノーヒットノーランを達成。決勝では桐生高を降し優勝を飾る。この大会で勝浦は19打数4安打（打率.211）の成績を残した。同年夏の選手権は、1回戦でエース前岡勤也を擁する新宮高に敗れた。チームメートに山本八郎・坂崎一彦がおり、同年8月には山本・坂崎らとともに全日本高校選抜チームとして初のハワイ遠征を果たす。
夏の甲子園が終わると、大洋ホエールズがいち早く交渉に乗り出し、勝浦本人の同意を得て、同席の上で署名捺印して正式に契約する。しかし、浪華商業と関係が深い東映フライヤーズが強引に巻き返しを図り、勝浦が普段から威圧を感じていた関係者を介して、東映と契約するように圧力をかける。ここで、勝浦が関係者の勧めに明確に反対できず、契約の話が進んでしまい、10月9日に契約を行うことになる。結局、東映との契約に気が進まなかったため、勝浦はこれを欠席し、代わりに勝浦の父親が東映との契約書に捺印した。11月25日には、大洋が東映と勝浦の契約無効を提訴、一方の東映も二重契約を提訴し、両球団による提訴合戦へと発展。翌1956年2月13日にコミッショナーの裁定により大洋との契約が有効とされた。しかし、勝浦は在籍3年間でわずか1安打しか打てず、1958年限りで引退。
その後は富士火災に入社して営業部長を務めた。

## 詳細情報

### 年度別打撃成績
| 年 度     | 球 団     | 試 合 | 打 席 | 打 数 | 得 点 | 安 打 | 二 塁 打 | 三 塁 打 | 本 塁 打 | 塁 打 | 打 点 | 盗 塁 | 盗 塁 死 | 犠 打 | 犠 飛 | 四 球 | 敬 遠 | 死 球 | 三 振 | 併 殺 打 | 打 率 | 出 塁 率 | 長 打 率 | O P S |
| --------- | --------- | ----- | ----- | ----- | ----- | ----- | -------- | -------- | -------- | ----- | ----- | ----- | -------- | ----- | ----- | ----- | ----- | ----- | ----- | -------- | ----- | -------- | -------- | ----- |
| 1956      | 大洋      | 4     | 4     | 4     | 0     | 0     | 0        | 0        | 0        | 0     | 0     | 0     | 0        | 0     | 0     | 0     | 0     | 0     | 2     | 0        | .000  | .000     | .000     | .000  |
| 1957      | 大洋      | 8     | 8     | 7     | 0     | 1     | 0        | 0        | 0        | 1     | 0     | 0     | 0        | 1     | 0     | 0     | 0     | 0     | 3     | 0        | .143  | .143     | .143     | .286  |
| 1958      | 大洋      | 1     | 1     | 1     | 0     | 0     | 0        | 0        | 0        | 0     | 0     | 0     | 0        | 0     | 0     | 0     | 0     | 0     | 1     | 0        | .000  | .000     | .000     | .000  |
| 通算：3年 | 通算：3年 | 13    | 13    | 12    | 0     | 1     | 0        | 0        | 0        | 1     | 0     | 0     | 0        | 1     | 0     | 0     | 0     | 0     | 6     | 0        | .083  | .083     | .083     | .167  |

### 背番号
- 9（1956年 - 1958年）